# Компания развития общественных связей
Компания развития общественных связей (КРОС) — российская компания по  связям с общественностью. Штаб-квартира компании расположена в Москве.

## История
Компания основана в 1997 году.
В 2001-2002 году КРОС организовал информационное сопровождение Всероссийской переписи населения 2002 года. В рамках проекта среди прочих мероприятий был проведён конкурс на лучшее освещение в СМИ итогов переписи.
С мая 2003 года КРОС выполнял заказ Центральной избирательной комиссии РФ на проведение информационно-разъяснительной работы в период выборов в Государственную думу и выборов Президента России.
В 2005 году журнал «Прямые инвестиции» ставит КРОС на первое место по годовому обороту и по объему уплаченных налогов в рейтинге ведущих PR-агентств.
В 2007 году в Астане начинает работу дочерняя компания группы КРОС - КРОС-Казахстан. Одной из первых работ КРОС-Казахстан стал проект "Имидж Республики Казахстан в странах СНГ", в рамках которого в числе прочего были организованы 9 пресс-туров журналистов из России и стран СНГ в Казахстан и проведён международный форум с участием экспертов России и стран СНГ.
В 2008 году компания реализовала проект по пропаганде массового донорства крови и её компонентов по заказу Федерального медико-биологического агентства в рамках Государственной программы развития добровольного донорства.
В 2010 году КРОС вступает в Public Relations Global Network, входящей в тройку крупнейших мировых PR-сетей. Одновременно с КРОС в сеть вступила индийская компания Perfect Relations. Тогда же КРОС становится официальным коммуникационным партнером Deutsche Börse в России.
В 2011 году КРОС выступила в качестве спонсора форума «Россия на мировых рынках», организованного Лондонской фондовой биржей (LSE) и посвященного 10-летию торговли ценными бумагами иностранных компаний на бирже, в Лондоне (Великобритания), а в 2012 году КРОС стала партнером панели «Последние тренды коммуникационного консалтинга» 3-го Международного форума «Communication on Top» в Давосе (Швейцария).
В 2013 году агентство "РИА Рейтинг" поставило КРОС на четвёртое место в Национальном рейтинге коммуникационных компаний. В 2013 году коммуникационная группа "Византия" составила рейтинг креативности российских PR-агентств, в котором КРОС поделила 8-9 места с Newton PR & Communications. В 2013 году рейтинговое агентство «РИА Рейтинг» поставило КРОС на второе место в рейтинг коммуникационных компаний, работающих на российском рынке, по объемам бизнеса в 2012 г.

## Собственники и руководство
Президент КРОС — Сергей Зверев.
Генеральный директор — Екатерина Мовсесян.

## Деятельность
Среди клиентов КРОС в бизнес-секторе: Сбербанк России, ОАО «Газпром», «Газпромбанк», «Норильский никель», АК «Сибур», Microsoft, Nestle Food, Sun Inbew, Toyota Motor Corp., Wimm-Bill-Dann, Carrefour.
Ключевыми направлениями работы остаются планирование и проведение PR-кампаний, организация работы в области GR и IR.
Компания является членом отраслевых организаций:
- Российская Ассоциация по связям с общественностью (РАСО)
- Ассоциация компаний-консультантов в области связей с общественностью (АКОС)
- TRACE International

## Образовательная деятельность
Сергей Зверев является заведующим отделением интегрированных коммуникаций Национального исследовательского университета «Высшая школа экономики», в котором также преподают более 20 сотрудников КРОС.